# 고령 유씨
고령 유씨(高靈兪氏)는 경상북도 고령군을 본관으로 하는 한국의 성씨이다. 시조는 고려에서 현감을 지낸 유진(兪軫)이다.

## 참고 자료
- “고령유씨(高靈兪氏)”. 뿌리를 찾아서.[깨진 링크(과거 내용 찾기)]